# Joseph von Zhishman
Joseph Zhishman, ab 1879 Ritter von Zhishman (* 18. Februar 1820 in Ljubljana; † 4. September 1894 in Wien) war ein österreichischer Jurist und Kirchenrechtler.

## Leben
Er besuchte das Gymnasium (1832–1837) und das Lyzeum in Ljubljana. 1839 ging er nach Wien, um Jura zu studieren und machte 1843 seinen Abschluss. Er setzte sein Studium der orientalischen Sprachen fort und wurde zum Dr. phil. promoviert und arbeitete bis 1851 im philologischen und historischen Seminar der Universität Wien. Als er 1851 das Staatsexamen in Geschichte, Geographie, Latein und Griechisch für alle Oberschulklassen bestand, lehrte er am Triester Staatsgymnasium. 1853 wurde er ans Theresianum in Wien versetzt. 1864 schlug er die Einrichtung des Lehrstuhls für Ostkirchenrecht an der Universität Wien vor und bot sich als Dozent an; 1867 wurde die Abteilung gegründet und Zhishman wurde außerordentlicher Professor und 1871 ordentlicher Professor.

## Schriften (Auswahl)
- Die Unionsverhandlungen zwischen der orientalischen und römischen Kirche seit dem Anfange des XV. Jahrhunderts bis zum Concil von Ferrara. Wien 1858.
- Das Eherecht der orientalischen Kirche. Wien 1864.
- Die Synoden und die Episkopal-Ämter in der morgenländischen Kirche. Wien 1867.
- Das Stifterrecht in der morgenländischen Kirche. Wien 1888.